# لجنة دي بنسن
لجنة دي بنسن De Bunsen Committee هي أول لجنة أنشأتها الحكومة البريطانية لتحديد سياستها تجاه الإمبراطورية العثمانية أثناء الحرب العالمية الأولى وبعدها. تأسست اللجنة في 8 أبريل 1915 من قبل رئيس الوزراء البريطاني هربرت أسكويث، وترأسها موريس دي بنسن. قدمت اللجنة تقريرها في 30 يونيو 1915.
تم إنشاء هذه اللجنة استجابة لمبادرة فرنسية، لدراسة طبيعة الأهداف البريطانية في تركيا وآسيا في حال انتهاء الحرب بنجاح. وقد قدم تقرير اللجنة المبادئ التوجيهية للمفاوضات مع دول فرنسا وإيطاليا وروسيا بشأن تقسيم الإمبراطورية العثمانية.

## الأعضاء
أعضاء اللجنة كانوا على النحو التالي:
- السير موريس دي بونسن Maurice de Bunsen، البارون الأول، رئيس اللجنة
- جورج كليرك، Georges R. Clerk ممثل وزارة الخارجية
- توماس هولدرنيس، Thomas Holderness ممثل مكتب الهند
- هنري جاكسون، Henry Jackson ممثل للأميرالية
- تشارلز إي. كالويل، Charles E. Callwell ممثل لوزارة الحرب
- هوبرت لويلين سميث، Hubert Llewellyn Smith ممثل لمجلس التجارة
- مارك سايكس، ممثل للورد كيتشنر، وزير الدولة للحرب

وقيل إن تأثير مارك سايكس، الذي تفاوض فيما بعد على اتفاقية سايكس بيكو، على اللجنة كان "عميقًا". ولم يوقع على التقرير النهائي بعد أن تم إرساله بناء على تعليمات من وزارة الحرب في بداية شهر يونيو لمناقشة نتائج اللجنة مع السلطات البريطانية في الشرق الأدنى والأوسط وفي الوقت نفسه دراسة الوضع على الفور. ذهب إلى أثينا، جاليبولي، صوفيا، القاهرة، عدن، القاهرة مرة ثانية ثم إلى الهند، وعاد إلى البصرة في سبتمبر، ومرة ثالثة إلى القاهرة في نوفمبر (حيث تم إطلاعه على مراسلات الحسين – مكماهون ) قبل أن يعود إلى وطنه في 8 ديسمبر، وأخيرًا يقدم تقريره إلى لجنة الحرب في 16 ديسمبر.

## التقرير
نظرت لجنة دي بونسن في أربعة حلول ممكنة:
1. التقسيم، بحيث تبقى دولة عثمانية صغيرة فقط في الأناضول
2. الحفاظ على مناطق نفوذ سياسي وتجاري خاضعة لسيطرة القوى العظمى
3. الحفاظ عليها كدولة مستقلة في آسيا
4. إنشاء دولة عثمانية اتحادية لامركزية في آسيا.

صدر تقرير اللجنة تحت عنوان "لجنة الدفاع الإمبراطوري: تركيا الآسيوية، تقرير اللجنة"، في 30 يونيو 1915، وأوصى بالخيار الأخير باعتباره الحل الأفضل لتلبية احتياجات الإمبراطورية البريطانية الدفاعية.
وفيما يتعلق بفلسطين، أفادت الوثيقة بأنه "من غير المجدي أن تطالب حكومة جلالة الملك بالاحتفاظ بفلسطين في نطاقها. ويجب الاعتراف بفلسطين كدولة يجب أن يكون مصيرها موضوع مفاوضات خاصة، يهتم بها كل من المتحاربين والمحايدين على حد سواء". وفي حالة خيارات التقسيم أو مناطق النفوذ، حددت اللجنة منطقة نفوذ بريطانية تشمل فلسطين مع قبول وجود مصالح فرنسية وروسية وإسلامية ذات صلة في القدس والأماكن المقدسة.